# München Caribes
Die München Caribes sind ein 1994 gegründeter Baseballverein aus München. In der laufenden Saison 2022 spielt das Team in der Südost-Gruppe der 2. Baseball-Bundesliga.

## Geschichte
Die München Caribes wurden im Jahr 1994 gegründet. Im Jahr 2005 zog der Verein von der Säbener Straße in den Norden, auf die Moosacher Straße 99, das Gelände des Zentralen Hochschulsports im Olympiapark. 2015 folgte der Aufstieg in die 2. Bundesliga. Die Saison wurde mit dem 3. Platz abgeschlossen. Im Jahr zuvor scheiterte der Aufstieg an zu wenig deutschen Spielern. Die Caribes kommen ohne Hauptsponsor aus und finanzieren sich selbst. Nach der Ligareform zur Saison 2017 spielen die Caribes in der Gruppe Südost der 2. Bundesliga Süd.